# 톈허-I

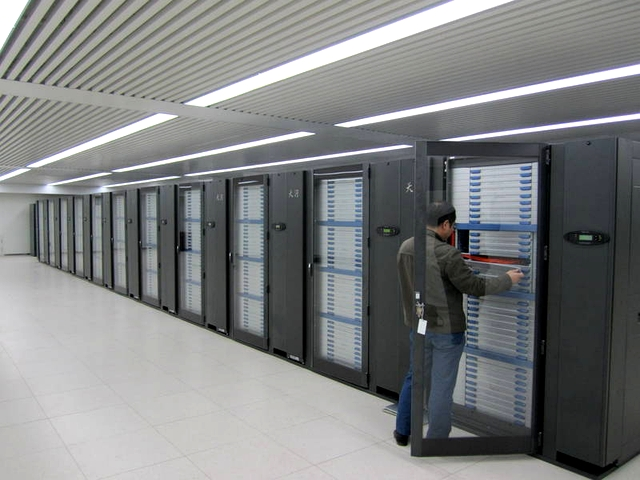

톈허-I(중국어: 天河一号) 혹은 톈허-1, TH-1는 중화인민공화국 톈진의 국립슈퍼컴퓨터센터에 있는 슈퍼컴퓨터를 말한다. 이것은 세계에서 몇 안되는 페타 플롭스급 슈퍼컴퓨터 중 하나이다.
2010년 10월, 톈허-I의 업그레이드 기종인 톈허-1A가 발표되어 기존의 가장 빠른 슈퍼컴퓨터로 알려진 재규어를 뛰어넘었다. 이 톈허-1A의 속도는 2.507 페타플롭스이다. 이 컴퓨터의 운영 체제는 리눅스를 기반으로 쓰고 있다.